# Prime Target (película)
Prime Target (conocida en España como Los perros de la ley) es una película de acción, drama y crimen de 1989, dirigida por Robert L. Collins, que a su vez la escribió y basada en la novela No Business Being a Cop de Lillian O’Donnell, musicalizada por Chris Boardman, en la fotografía estuvo Anthony B. Richmond y los protagonistas son Angie Dickinson, Joseph Bologna y David Soul, entre otros. El filme fue realizado por Pipeline Productions, Finnegan/Pinchuk Productions, RLC Productions y MGM Television, se estrenó el 29 de septiembre de 1989.

## Sinopsis
Una detective de la policía de Nueva York busca datos sobre la muerte de varias mujeres policías, más adelante se da cuenta de que será el siguiente objetivo del homicida.